# Tweede Kamerverkiezingen 1972/Kandidatenlijst/DS'70
De kandidatenlijst voor de Tweede Kamerverkiezingen 1972 van DS'70 was als volgt:

## Landelijke kandidaten
- vet: verkozen
- schuin: voorkeurdrempel overschreden

1. Willem Drees - 268.995 stemmen
2. Jan Berger - 4.283
3. Mauk de Brauw - 12.136
4. Fia van Veenendaal-van Meggelen - 11.703
5. Klaas Keuning - 387
6. Sierk Keuning - 296
7. Eef Verwoert[1] - 535
8. Jacques Baruch - 658
9. Jan Koningh[1] - 173
10. J.C. Wilmans - 162
11. H. Jansen - 142
12. L. Hamstra - 256
13. Cor Tuinenburg[1] - 111
14. Henk Staneke[1] - 102
15. Ruud Nijhof - 143
16. L. den Adel - 194
17. Gerard Bierman - 223
18. Catrien van Emmerik-Viveen - 590
19. Jaap Stikker - 125
20. M.J. Olivers - 361

## Regionale kandidaten
De plaatsen 21 t/m 30 op de lijst waren per stel kieskringen verschillend ingevuld.

### 's-Hertogenbosch, Tilburg, Middelburg, Maastricht
1. J. Pomper - 27
2. N.K. van den Akker - 84
3. J.F.A. Rijckmans - 117
4. E.P. Grobben - 128
5. W.H. de Savornin Lohman - 16[2]
6. M.J. de Greijn-Benders - 70
7. W.J. Muhring - 13[3]
8. A. de Vries - 50
9. Fop I. Brouwer - 65[4]
10. Jan van Stuijvenberg - 201

### Arnhem, Nijmegen, Utrecht
1. G.W. Buitink - 152
2. Sj. du Bois - 53
3. S.J. Duursma - 28
4. J.A. Terlingen - 25
5. C.A.M. Franssen - 19
6. H.J. Roenhorst - 20
7. W.J. Muhring - 14[3]
8. J. de Raad - 34
9. W.H. de Savornin Lohman - 35[2]
10. J.C. van Noordwijk-van Veen - 137

### Rotterdam, 's-Gravenhage, Leiden, Dordrecht, Amsterdam, Den Helder, Haarlem
1. A.J. Oort - 46
2. K. Kirpensteijn - 124
3. E.J.D. Haslinghuis - 68
4. P.G.J. de Boer - 58
5. P.A. Seij - 41
6. H.M.C. van den Berg - 58
7. H. Wolthuis - 33
8. C. de Beer-van Lier - 124
9. W.H. de Savornin Lohman - 110[2]
10. J. van der Snoek - 165

### Leeuwarden, Zwolle, Groningen, Assen
1. G.D. Németh - 146
2. Gerben Abma - 99
3. Fop I. Brouwer - 330[4]
4. P.B. Offringa - 74
5. R. Nammensma - 163
6. P. de Groot - 29
7. J.M. van Delden - 81
8. H. Baudet - 48
9. W.H. de Savornin Lohman - 26[2]
10. W.J. Muhring - 28[3]

PvdA · KVP · VVD · ARP · D'66 · CHU · DS'70 · CPN · SGP · PPR · GPV · PSP · DMP · NMP · Boerenpartij · RKPN · Partij van het Recht · Anti-Woningnood Aktie · Lijst 17 (kieskringen X en XI) · Nieuwe Roomse Partij
1971 · 1972 · 1977 · 1981 · 1982